# Chi Hà nu
Ixonanthes là một chi thực vật có hoa trong họ Ixonanthaceae.

## Hình ảnh

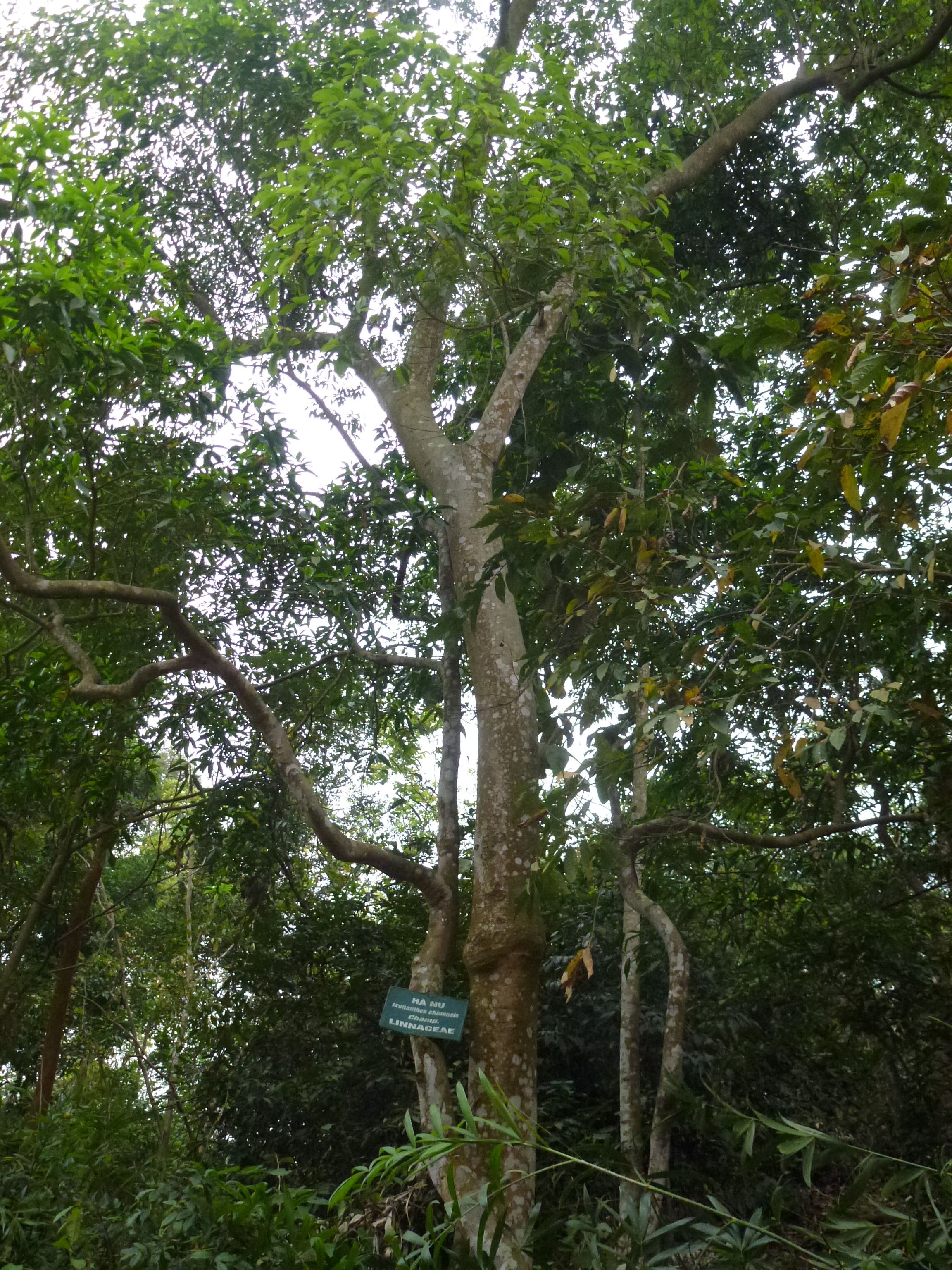
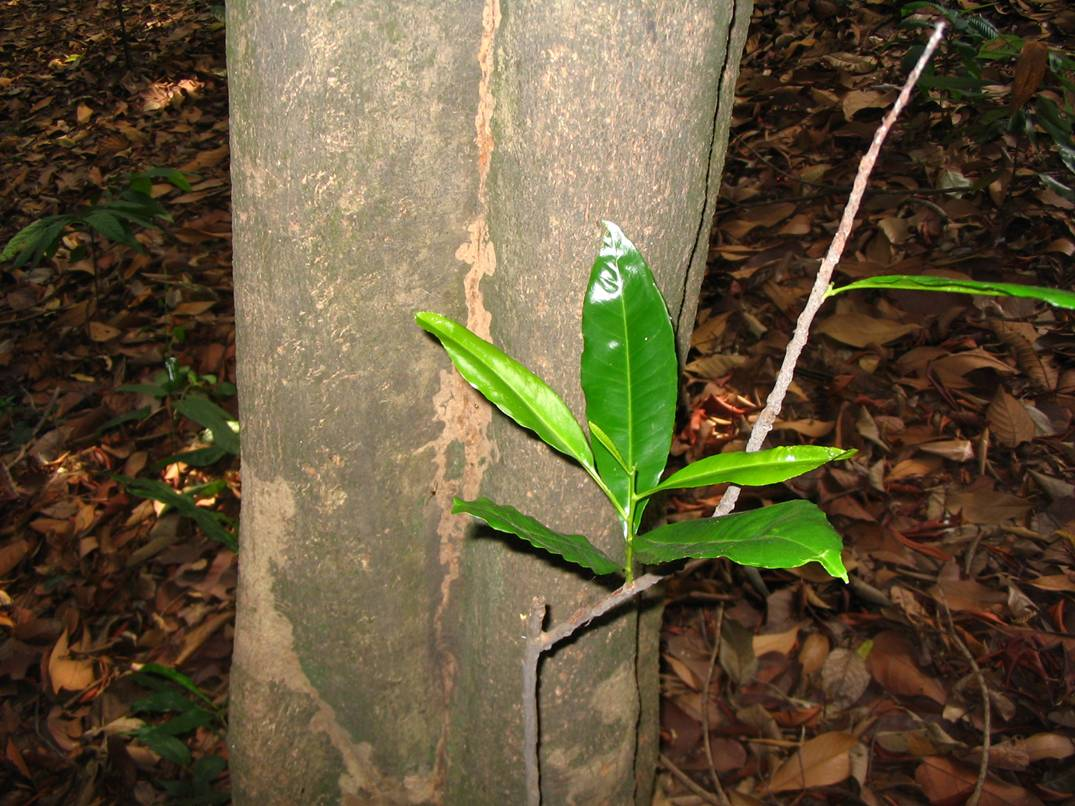

## Loài
Chi Ixonanthes gồm các loài: